# Derik
Derik là một huyện thuộc tỉnh Mardin, Thổ Nhĩ Kỳ. Huyện có diện tích 1323 km² và dân số thời điểm năm 2007 là 58151 người, mật độ 44 người/km².